# Schlangengrube

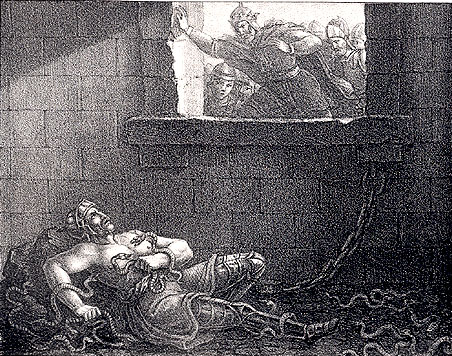
Ragnar Lodbrok in der Schlangengrube (Radierung, ca. 1830)

Die Schlangengrube findet sich in Sagen und Märchen als Ort des Schreckens, der Folter und des Todes.

## Geschichte
Dass Schlangengruben im Mittelalter oder zu anderen Zeiten tatsächlich zu Folter und Hinrichtung unterhalten und benutzt worden wären, ist auszuschließen. Belege dafür gibt es nicht. Aufwand und Risiken wären zudem zu groß und die Wirkung kaum verlässlich vorherzusehen und zu steuern gewesen.

## Rezeption
Harfeschlagend soll der Wikingerfürst Ragnar Lodbrok (9. Jh.) gestorben sein, nachdem ihn der englische König Ælle in eine Schlangengrube geworfen hatte, und ebenso der Burgundenkönig Gundahar (Gunther), der von seinem Schwager Atli (Etzel) Schlangen vorgeworfen wurde, um ihn zur Preisgabe eines Schatzes zu bringen.
In Grimms Märchen Die weiße und die schwarze Braut befiehlt der König, »den Kutscher in eine Grube zu werfen, die voll Ottern und Schlangen-Gezücht war«, und dort liegt er dann »tief bei Ottern und Schlangen.«
In Jean Pauls  Erzählung Das Kampaner Tal von 1797 ist die Schlangengrube eine Metapher für seelische Bedrängnis: »Aber er war vorher lange in die düstere kalte Schlangengrube stechender Schmerzen eingeschlossen, sie bekrochen und umwickelten ihn bis ans Herz.«